# Reales de Miranda
Real Academia - Reales Miranda de futebol de areia, é uma equipe veluzuelano que já representou a Bolivia na Copa Libertadores de Futebol de Areia.

## História
Em 2016, a equipe Royals Miranda venceu o 23 de janeiro ro Barinas na final do campeonato venuzuelano, o jogo teve muita relevância, pois estava em jogo Championship Primeira Superior Beach Soccer League, na regulação iria acabar com as duas equipas empatadas a 2 gols, O tempo extra veio onde o Miranda Royals marcou o gol do Campeonato e conquistou o campeonato nacional. Com este título, o Reales de Miranda teve a oportunidade de disputar a Copa Libertadores de Beach Soccer de 2016.